# واقف جوادوف

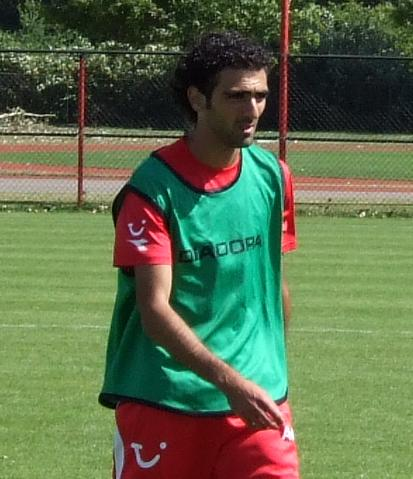

واقف فضولي أوغلو جوادوف (بالأذرية: Vaqif Cavadov)‏ (مواليد 25 مايو 1989 في باكو) لاعب كرة قدم أذربيجاني دولي يجيد اللعب في خط الهجوم. يلعب حاليا لصالح نادي غازي عينتاب ب.ب. التركي منذ 2014.

## روابط خارجية
- واقف جوادوف على موقع الاتحاد الأوربي (الإنجليزية)
- واقف جوادوف على موقع اتحاد تركيا (لاعب) (الإنجليزية)
- واقف جوادوف على موقع قاعدة بيانات كرة القدم.إي يو (الإنجليزية)
- واقف جوادوف على موقع ناشيونال فوتبول تيمز (الإنجليزية)
- واقف جوادوف على موقع Soccerway.com (الإنجليزية)
- واقف جوادوف على موقع عالم كرة القدم.نت (الإنجليزية)